# Booneville (Arkansas)
Booneville – miasto w Stanach Zjednoczonych, w stanie Arkansas, jedna z dwóch stolic hrabstwa Logan.

## Demografia
W 2008 liczyło 4135 mieszkańców. W 2023 liczba mieszkańców spadła do 3820 osób, a gęstość zaludnienia do 360,4 osoby/km².